# Broye-les-Loups-et-Verfontaine
Broye-les-Loups-et-Verfontaine är en kommun i departementet Haute-Saône i regionen Bourgogne-Franche-Comté i östra Frankrike. Kommunen ligger i kantonen Autrey-lès-Gray som tillhör arrondissementet Vesoul. År 2022 hade Broye-les-Loups-et-Verfontaine 115 invånare.

## Befolkningsutveckling
Antalet invånare i kommunen Broye-les-Loups-et-Verfontaine
| Referens: INSEE |